# Olivier Bernasconi
Olivier Bernasconi (14 de abril de 1977) é um taekwondista monegasco. Participou dos Jogos Olímpicos de Verão de 2000 e não ganhou medalhas.